# Legend of the Galactic Heroes
Ginga Eiyuu Densetsu (яп. 銀河英雄伝説 Гинга Эйю: Дэнсэцу, Легенда о героях Галактики) или LOGH — серия научно-фантастических романов, написанных Ёсики Танакой и опубликованных в 1982—1987 годах, и созданные на их основе аниме и манга в жанре космической оперы, рассказывающие о противостоянии империй, Галактического Рейха (абсолютная монархия) и Союза Свободных планет (демократия), а также о двух молодых адмиралах Райнхарде фон Лоэнграмме и Яне Вэньли.
Кроме того, произведение рассматривает политические и социальных различия монархии и демократии, роль религии и то, как война влияет на жизни обычных людей. В 1988 году романы Танаки были удостоены японской премии Сэйун как лучшая длительная работа. Согласно опросу, проведённому в 2007 году Агентством по делам культуры, Legend of the Galactic Heroes занимает 18-е место среди лучших аниме всех времён. Музыкальное оформление — шедевры классической европейской музыки. В 2016—2019 годах 10 томов были переведены на английский язык и выпущены издательством Viz Media. К 2023 году в Японии издано 15 миллионов экземпляров, включая основной сюжет и побочные истории.

## Сюжет
Сюжет разворачивается в далёком будущем, XXXV век. Человечество давно покинуло Солнечную систему и освоило удалённые от неё планеты. В процессе колонизации космоса, человечество не нашло следов существования внеземных цивилизаций, поэтому все планеты с пригодной для жизни атмосферой были заселены людьми. Через некоторое время начался глобальный конфликт земного правительства с колонистами, вылившийся в полномасштабную ядерную войну, в которой была уничтожена даже Земля. После этого, вплоть до начала действия аниме, сохранялось негласное «табу» на использование оружия массового уничтожения, а основными силами в галактике стали Галактический Рейх (также Галактическая Империя) и Союз Свободных Планет, уже более 150 лет находящиеся в состоянии войны. Так же в галактике есть нейтральная сторона — Феззан, планета банкиров, формально принадлежащая Рейху, но фактически наживающаяся на обеих сторонах конфликта.
Внутри Галактического Рейха молодой, одарённый и крайне амбициозный адмирал Райнхард фон Лоэнграмм продвигается вперёд по карьерной лестнице. Им движет желание освободить свою старшую сестру, Аннерозе, которая в 16 лет была вынуждена стать фавориткой кайзера Фридриха IV. В дальнейшем раскрывается, что Райнхард намерен не только прекратить существование правящей династии Гольденбаумов, но и объединить Галактику под своим собственным правлением. Однако у Райнхарда много недоброжелателей, которые стремятся избавиться от «наглого белобрысого щенка».
В Союзе Свободных Планет, в свою очередь, существует полная противоположность фон Лоэнграмма, адмирал Ян Вэньли. Вэньли в душе далеко не солдат, он поступил в Академию лишь из-за долгов своего умершего отца. Несмотря на это, он с ранних пор проявил необычайные способности как в стратегии, так и в тактике. Ян очень популярен среди населения Союза, однако его мечта — не власть, а спокойная и тихая жизнь. Он фактически единственный, кто ясно видит бессмысленность войны.
Оба героя, по мере своих возможностей, пытаются реализовать то, что на их взгляд является единственно правильным: Райнхард — завоевать Вселенную, Вэньли — стоять на защите идеалов демократии.
Помимо них, в сериале присутствует множество других персонажей, которые активно участвуют в развитии сюжета. У каждого из них имеется своя биография, при этом автор не идеализирует какую-либо одну сторону: верность и честь адмиралов Рейха противопоставлена корысти и жажде власти верхушки Союза, в то время как все положительные герои демократии твёрдо убеждены, что «отношения хозяин-слуга неприемлемы для построения настоящей дружбы».
В аниме, кроме дружбы, преданности и любви, поднимаются такие важные темы, как роль армии в качестве инструмента в руках неразумных политиков, бессмысленность и жестокость современных войн, а также преимущества и недостатки демократии и авторитаризма.

## Основные персонажи

### Исторические личности
Рудольф Первый Великий фон Гольденбаум — основатель и первый кайзер Галактического Рейха, последний президент Галактической Федерации. До прихода к власти был военным, достиг значительных успехов в борьбе с космическими пиратами. Талантливый, но жестокий и кровожадный правитель (возможно, увлекался идеями национал-социализма). В Галактическом Рейхе почитается как герой.
В годы его прихода к власти Галактическая Федерация находилась в глубоком кризисе. Став президентом, Рудольф добился предоставления ему чрезвычайных полномочий и через какое-то время провозгласил переход страны от демократии к абсолютной монархии. Так как парламент выступил против нововведений императора, тот его распустил и окончательно перешёл к единоличному правлению. Коронация Рудольфа как императора состоялась в 310 году космической эры.
Рудольф Первый Великий являлся большим германофилом: по его словам, германская нация наименее подвержена вырождению. Поэтому соратники кайзера, ставшие аристократами, получили к фамилии немецкую приставку «фон». Самым запоминающимся указом императора стал «Указ об очищении человеческой расы», согласно которому инвалиды и люди с серьёзными заболеваниями нервной системы официально признавались «недолюдьми» и подлежали уничтожению. Такая политика не могла не вызвать недовольство среди населения, поэтому Рудольф и его соратники начали масштабные репрессии, которые они оправдывали «очищением страны от паразитов». Жертвами террора пали четыре миллиарда человек — 1,3% тогдашнего населения империи.
Рудольф Первый Великий умер в возрасте 83 лет (352 год космической эры, 42 год по имперскому календарю). Ходили слухи, что у кайзера якобы родился генетически неполноценный сын, и Рудольф был вынужден избавиться от него. Наложница императора Магдалена и все, кто с ней контактировал, были казнены. Так или иначе, наследником первого императора стал его внук Сигизмунд — сын старшей дочери.
Созданный Рудольфом Галактический Рейх просуществовал около 500 лет.
Иоахим фон Штауффен — один из соратников Рудольфа Первого Великого, его крёстный сын, зять и отец императора Сигизмунда Первого. Премьер-министр Галактической Империи, а в первые годы правления Сигизмунда — и фактический правитель. Принимал деятельное участие в подавлении восстаний.
Ааре Хайнессен — основатель Союза Свободных планет. Был каторжником, возглавил ячейку сопротивления. На построенном из сухого льда космическом корабле Хайнессен и его соратники смогли сбежать и покинуть территорию Империи (474 год космической эры, 164 год по имперскому календарю). Ааре Хайнессен через некоторое время скончался из-за несчастного случая. Но его последователи сумели добраться до безопасного места, где и был основан Союз (527 год космической эры, 217 год по имперскому календарю).
Столица Союза Свободных Планет носит имя Хайнессен, а жители почитают его как героя. На главной площади основателю установлен памятник, напоминающий статую Христа-Искупителя в Рио-де-Жанейро. После завоевания Союза кайзер Райнхард фон Лоэнграмм приказал демонтировать скульптуру как пережиток прошлого. В республике Изерлон портрет Ааре Хайнессена находился рядом с изображением Яна Вэньли.

### Галактический Рейх
Райнхард фон Лоэнграмм — самый талантливый адмирал Рейха. На момент начала аниме ему 19 лет. Родился 14 марта 468 года (по имперскому календарю).
Райнхард родом из семьи нетитулованных дворян фон Мюзель, позже — фон Лоэнграмм. В 3 года Райнхард потерял мать: её сбил молодой пьяный аристократ, который не понёс за это никакого наказания. Отец после гибели жены начал выпивать и фактически самоустранился от воспитания сына и старшей 8-летней дочери Аннерозе. После этого Аннерозе практически заменила Райнхарду мать и «вела» весь дом фон Мюзелей.
В 9 лет Райнхард переехал в новый дом, где сразу подружился с сыном мелкого торговца-цветовода Зигфридом Кирхайсом. Однако менее чем через год 15-летняя Аннерозе была продана окончательно спившимся фон Мюзелем-старшим в наложницы Кайзеру. Райнхард испытал сильнейшее нервное потрясение, оправившись от которого, решил мстить. В 10 лет он поступил в военную Академию Рейха, чтобы стать великим полководцем, свергнуть династию Гольденбаумов и спасти сестру. В 15 лет получил первый офицерский чин кадет-лейтенанта и принял участие в боевых действиях на планете Капче-Ланка, где своим решительными действиями спас от разгрома главную имперскую базу. Уже в 19 лет Райнхард получил звание адмирала и титул графа фон Лоэнграмма, коим и предпочитает пользоваться в качестве фамилии. Флагман — «Брюнхильда».
За следующие 6 лет Райнхард: выиграл множество сражений у флота мятежных республиканцев; добился высокого поста при дворе; собрал команду блестящих адмиралов; подавил сопротивление нескольких мощных группировок аристократической оппозиции, в том числе выиграл гражданскую войну; почти бескровно «отменил» предыдущую династию Гольденбаумов и основал свою собственную — Лоэнграммов. После этого он уничтожил олигархический режим Феззана, разжигавший в Галактике войны между людьми ради наживы; присоединил к Рейху окончательно прогнивший демократический Союз Свободных планет и полностью покончил с могущественной сектой фанатиков-террористов «Культ Земли».
В 25 лет кайзер Галактики Райнхард фон Лоэнграмм умер — скорее всего, от полного нервного истощения, оставив после себя полностью объединённую Галактику. Женат на Хильдегарде фон Мариендорф, правящей императрице, имеет сына — принца Александра Зигфрида фон Лоэнграмма.
Сэйю: Рё Хорикава, Мамору Мияно
Фридрих IV — кайзер Галактического Рейха, один из последних представителей династии Гольденбаумов. Наследником престола стал после гибели старших братьев.
Сам по себе Фридрих — человек не злой, однако он мало интересуется государственными делами, поручив их своему верному канцлеру Клаусу фон Лихтенладе. Часто ухаживает за своим садом, его любимыми цветами являются розы. Имеет нескольких наложниц, среди которых Аннерозе, сестра Райнхарда.
Умер от сердечного приступа. Так как кайзер не имел сыновей, его смерть стала причиной династической коллизии, по итогам которой к власти пришёл Райнхард.
Сэйю: Осаму Сака, Минору Инаба
Зигфрид Кирхайс — близкий друг и верный союзник Райнхарда, адмирал имперского флота. Его превосходные способности признал даже Ян Вэньли. Простолюдин. Родился 14 февраля 468 года (по имперскому календарю); таким образом, он всего на месяц старше адмирала фон Лоэнграмма. Райнхард предпочитает обращаться к нему по фамилии, так как считает имя «Зигфрид» достаточно заурядным. Флагман — «Барбаросса».
Своими талантами и мудрыми советами Кирхайс не раз помогал Райнхарду как в сражениях, так и в политическом противостоянии внутри Рейха. Погиб во время покушения на фон Лоэнграмма от руки коммодора Ансбаха. На момент гибели ему было всего 20 лет (годы жизни: 468—488 по имперскому календарю, это можно заметить на надгробном памятнике, когда Райнхард возлагает цветы на могилу друга). Был влюблён в Аннерозе.
В дальнейшем Райнхард часто вспоминал своего погибшего друга и во время своей коронации признался, что Зигфрид был «тем самым человеком (за исключением его сестры), которого ему действительно не хватает». Именно в честь Зигфрида Кирхайса сын Райнхарда и получил своё второе имя.
Сэйю: Масаси Хиронака, Юитиро Умэхара
Хильдегарда фон Мариендорф — секретарь Райнхарда фон Лоэнграмма, родом из дворянской семьи, единственная женщина в армии Галактического Рейха, ставшая женой кайзера, а после его смерти — регентом при малолетнем сыне Александре Зигфриде.
Сэйю: Масако Кацуки, Кана Ханадзава
Вольфганг Миттермайер — адмирал имперского флота, командир флагманского корабля — «Беовульф». Один из самых талантливых и преданных подчинённых Райнхарда. Получил прозвище «Волк бури» (или «Ураганный волк») за свои неожиданные и быстрые атаки.
Простолюдин по происхождению. В молодости был осуждён и едва не погиб из-за того, что отдал приказ казнить подчинённого-аристократа, убившего женщину при попытке ограбить её (то есть совершившего убийство, сопряжённое с разбоем). Был спасён своим другом, Оскаром фон Ройенталем, который обратился за помощью к фон Мюзелю и после этого начал службу под командованием последнего.
Женат на Евангелине Миттермайер. После смерти Ройенталя усыновил его сына, Феликса.
Сэйю: Кацудзи Мори, Дайсукэ Оно
Оскар фон Ройенталь — адмирал имперского флота, соратник Райхарда и близкий друг Вольфганга Миттермайера. Крайне одарённый стратег и тактик. По характеру честолюбив. Потомственный аристократ. Отличительный признак — разноцветные глаза.
Попытки матери избавиться от маленького Оскара, а в дальнейшем и её самоубийство, наложили сильный отпечаток на характер молодого адмирала. В частности, он считает, что «женщины — отвратительные создания, не заслуживающие хорошего к ним отношения». Тем не менее, он очень популярен среди них и получил прозвище «Ромео после шести». Поддерживает тёплые отношения с Вольфгангом Миттермайером, их излюбленным занятием являются беседы за бокалом хорошего вина. Предан Райнхарду, но часто думает, как мог бы заполучить больше власти, чем имеет. В последнем разговоре Миттермайер сказал, что Ройенталь был «опьянён кровавыми снами».
Был вынужден сражаться против императора и Миттермайера после того, как культисты Земли и Рубинский организовали покушение на кайзера Райнхарда на планете Урваши, выдав его за дело рук самого Ройенталя. Ройенталь умер на Хайнессене от полученного ранения вскоре после того, как его флагманский корабль «Тристан» был подбит флотом предателя Грилльпарцера. Его самая известная фраза: «Для людей существует подходящая жизнь и подходящая смерть».
Сэйю: Норио Вакамото, Юити Накамура
Пауль фон Оберштайн — капитан имперского флота, при Райнхарде стал адмиралом флота и министром обороны. Глава военной администрации (после захвата Феззана). Ближайший советник Райнхарда, сторонник идей Макиавелли. Потомственный аристократ.
Родился с редким заболеванием глаз, из-за которого, впоследствии, ослеп и вынужден был заменить их на искусственные. По этому поводу часто говорит: «Если бы я родился при Кайзере Рудольфе, то был бы уже мёртв» (это связано с «Указом об очищении человеческой расы»).
В отличие от других приближённых Райнхарда, которые стараются действовать «по правилам» и руководствуются идеалами чести, Оберштайн хитёр и коварен. Ему не чужды «грязные» методы политики и подковёрные интриги (так, при попытке герцога фон Брауншвайга нанести ядерный удар по своим взбунтовавшимся владениям Оберштайн отговаривает Райнхарда от перехвата ракет, заверяя, что это могло бы послужить идеальным средством изобличения жестокости дворянского сословия по отношению к мирным гражданам). Главный жизненный принцип — «Цель оправдывает средства». Скончался от ран после нападения «Культа Земли» на резиденцию кайзера.
Сэйю: Канэто Сиодзава, Дзюнъити Сувабэ

### Союз Свободных Планет
Ян Вэньли — талантливый и выдающийся адмирал Союза. На момент начала аниме ему 29 лет. Убеждённый пацифист, ненавидит воевать.
Ян Вэньли оказался в армии ещё в молодости, из-за долгов отца, работавшего торговцем, несмотря на свою любовь к истории. Во время обучения в армии Ян был не самым прилежным студентом, но в дальнейшем проявил себя как прекрасный тактик и стратег. Так, во время битвы при Астарте он предложил свой план боевых действий, который был отвергнут адмиралом Пайеттой, руководившим сражением. В результате армия Союза потерпела сокрушительное поражение от войск Империи (ими командовал Райнхард фон Лоэнграмм).
Ян стал первым адмиралом Союза, сумевшим взять неприступную крепость имперцев Изерлон, практически не понеся потерь. За блестяще организованную и реализованную спасательную операцию во время вторжения имперского флота на Эль-Фасиль (произошло ещё до основных событий) получил прозвище «Герой Эль-Фасиля», а за следующие неоднократные победы — «Волшебник» и «Чудотворец». Из-за популярности Яна среди населения многие представители верхушки Союза видели в нём возможного конкурента в борьбе за власть. Однако Ян, в отличие от Райнхарда, совершенно не хотел быть правителем. Флагманы — «Гиперион» и «Улисс».
Женат на Фредерике Гринхилл. Также его часто упрекали за чрезмерную тягу к алкоголю, любимый напиток — чай с бренди.
В 800 году Ян погиб во время покушения, организованного сектантами «Культа Земли». За свою жизнь Ян Вэньли не проиграл ни одного сражения. Персонаж был вдохновлён судьбой Ли Сунсина.
Сэйю: Кэй Томияма, Ходзуми Года, Кэнъити Судзумура
Фредерика Гринхилл — жена и адъютант Яна, впервые познакомилась с ним во время эвакуации Эль-Фасиля. Отец являлся начальником штаба Союза, возглавил мятеж в столице и был убит во время подавления. Ян и Фредерика решили пожениться до битвы при Вермилионе, но свадьба состоялась уже на Хайнессене. После смерти мужа она была главой Верховного Совета Изерлона.
Сэйю: Ёсико Сакакибара, Ая Эндо
Юлиан Минц — приёмный сын Яна, рано потерял родителей и хотел служить в армии, в возрасте 18 лет стал командующим войсками на Изерлоне. Флагман — «Улисс». Сблизился с Катерозе фон Кройцер, внебрачной дочерью Вальтера фон Шёнкопфа, командира Розенриттеров. Заключил мир с кайзером Лоэнграммом. Мечтал выпустить историю Галактики, начатую Яном Вэньли.  
Сэйю: Нодзому Сасаки, Юки Кадзи
Дасти Аттенборо — товарищ и одноклассник Яна Вэньли. Коммандер, позже — вице-адмирал. Изначально намеревался стать журналистом, а не солдатом. По его словам, воевал с империей «из пижонства и прихоти». Мысли и события Дасти записывал в блокнот, который хотел издать в качестве книги. Будучи старшим по званию, уступил Юлиану командование на Изерлоне. Служил на кораблях «Триглав», «Массасоит» и флагмане по прозвищу «Счастливый Улисс», который уцелел во всех сражениях. Аттенборо пережил войну и посетил Феззан в составе делегации на мирных переговорах с Рейхом.
Сэйю: Кадзухико Иноуэ, Кайто Исикава
Вальтер фон Шёнкопф  — командир Розенриттеров, специального пехотного полка Союза Свободных планет, состоявшего из имперских беженцев. Мастер ближнего боя. В 6 лет был вывезен родственниками из Галактического Рейха, чтобы спастись от репрессий. В молодости получил известность своим бурным темпераментом и сексуальными похождениями. Несмотря на слухи о вероломстве Розенриттеров и фон Шёнкопфа, Ян Вэньли решил полностью им доверять и включить в состав 13-го флота. Благодаря этому впервые был взят Изерлон. Ян произнёс: «Если он станет предателем, они скажут, что я не разбираюсь в людях. Герой-одиночка исчезнет из этого мира». Шёнкопф оставался верным адмиралу до конца, обучил Юлиана Минца стрельбе и боевым приёмам, стал командующим обороны Изерлона. Позже выяснилось, что у него есть внебрачная дочь Карин (Катерозе фон Кройцер), которая служит в войсках Яна. Погиб в 801 году в битве при Шиве, сражаясь с имперскими солдатами на «Брюнхильде», чтобы Юлиан смог встретиться с кайзером Райнхардом. Перед смертью думал о Розалин фон Кройцер, своей прошлой любви. Вальтер фон Шёнкопф умер в 37 лет, не желая эпитафии, потому что «лишь прекрасные женские слёзы принесут покой его душе».
Сэйю: Митио Хадзама, Синъитиро Мики
Иов Трюнихт — один из руководителей Союза Свободных планет, министр обороны, председатель Верховного Совета. Подлый и коварный человек, мечтающий стать новым диктатором вселенной. Имеет под рукой радикальную организацию «Корпус рыцарей-патриотов», которая занимается выявлением и уничтожением его врагов. Сотрудничал с «Культом Земли», после поражения Союза получил убежище в Рейхе. Назначен главным советником генерал-губернатора по внутренним делам на Хайнессене. Убит Ройенталем.
Сэйю: Унсё Исидзука, Кадзухиро Андзаи

### Третьи стороны
Адриан Рубинский — правитель Феззана. Получил прозвище «Чёрный лис». Жадный и корыстолюбивый человек, руководствующийся только стремлением к наживе. Видит свою выгоду в том, чтобы война продолжалась как можно дольше, и он мог бы продавать оружие обеим сторонам. До последнего придерживался принципа «разделяй и властвуй». В конце страдал злокачественной опухолью, был схвачен людьми Оберштайна, умер в больнице. После его смерти 30% столицы Хайнессена подверглось уничтожению из-за активации взрывных устройств — кровавого букета для кайзера.
Сэйю: Киёси Кобаяси, Хидэаки Тэдзука
Николас Болтек — помощник Адриана Рубинского, его правая рука. Был отправлен на должность представителя Феззана при Галактическом Рейхе. Продал страну в обмен на пост наместника. Арестован по обвинению в участии в теракте, повлекшем гибель министра промышленности Сильверберга. Умер в тюрьме. Как выяснилось впоследствии, его задержание и смерть были спланированы начальником отдела внутренней безопасности империи Гейдрихом Лангом по предложению Рубинского.
Сэйю: Тацуюки Дзиннай, Масато Обара
Епископ де Вилье — глава секты «Культ Земли». Занимается организацией терактов, мечтает вернуть Земле былое величие. Один из клиентов Рубинского. Убит Юлианом Минцем при попытке покушения на кайзера.
Сэйю: Бандзё Гинга, Хидэюки Хори

## Список экранизаций

### Первая экранизация
- «Легенда о героях Галактики: Мне покорится море звёзд» (пролог) — 1988, фильм;
- «Легенда о героях Галактики» (основное произведение) — OVA-сериал:
  - Сезон 1 (26 серий) — 1988—1989,
  - Сезон 2 (28 серий) — 1991—1992,
- «Легенда о героях Галактики, истории: Золотые крылья» (предыстория) — 1992, фильм.
- «Легенда о героях Галактики, истории: Увертюра к новой войне» (связь с прологом и ремейк первых двух серий OVA) — 1993, фильм;
- «Легенда о героях Галактики» (основное произведение) — OVA-сериал:
  - Сезон 3 (32 серии) — 1994—1995,
  - Сезон 4 (24 серии) — 1996—1997.
- «Легенда о героях Галактики, истории» (предыстория):
  - Сезон 1 (24 серии) — 1998, OVA-сериал,
  - Сезон 2 (28 серий) — 1999—2000, OVA-сериал.

Несмотря на то, что «Мне покорится море звёзд» выступает прологом, рекомендуется смотреть его после основного сюжета, так как никакой ценной информации здесь нет. Фильм «Золотые крылья» является альтернативным взглядом на вселенную LOGH. Это экранизация одноимённой манги Ёсики Танаки, и с главным OVA-сериалом Нобуро Исигуро она не связана. Оригинальный дизайн персонажей разработала Кацуми Митихара. «Увертюра к новой войне» переосмысливает сражение при Астарте и не обладает самостоятельностью, лучше обратиться к этому в перерыве между вторым и третьим сезонами, чтобы вспомнить как всё начиналось. Дополнительные истории о жизни Райнхарда фон Мюзеля, Зигфрида Кирхайса и Яна Вэньли были созданы для поклонников, общий сюжет в Gaiden отсутствует, искать что-то новое бессмысленно.

### Вторая экранизация
- «Легенда о героях Галактики, Новый тезис. Встреча» — 2018, ТВ-сериал (12 серий),
- «Легенда о героях Галактики, Новый тезис. Межзвёздная война» — 2019, web-сериал (12 серий) / 3 фильма,
- «Легенда о героях Галактики, Новый тезис. Столкновение» — 2022, web-сериал (12 серий) / 3 фильма,
- «Легенда о героях Галактики, Новый тезис. Махинация» — 2022, web-сериал (12 серий) / 3 фильма.

Режиссёр Сюнсукэ Тада подчеркнул, что «Новый тезис» не является ремейком OVA, а следует оригинальной истории Ёсики Танаки. Первый и второй сезоны не были полностью близки друг к другу. Третий начинается с Райнхарда после смерти Кирхайса и боевого крещения Юлиана. Четвёртый завершает противостояние крепостей Изерлона и Гайерсбурга и переходит к заговору Рубинского с целью похищения молодого императора Эрвина Йозефа. Тада добавил, что планируется охватить весь основной сюжет, а компьютерная графика, которая хотя и занимает много времени и денег на подготовке, в конечном итоге ускоряет производственный процесс. 95 % космических кораблей для батальных сцен выполнено в 3D. Сделать то же самое, как в версии Исигуро, не представлялось возможным из-за проблем с авторскими правами (разные режиссёры и продюсерские компании). В 2024 году 48 серий показываются на канале Nippon Television.

### Спектакль
- «Легенда о героях Галактики» — 2011—2015[34]
- «Легенда о героях Галактики, Новый тезис» — c 2018[35][36]

## Манга
Первая адаптация Кацуми Митихары публиковалась с 1986 по 2000 год и насчитывала 11 томов. Продолжение Legend of the Galactic Heroes: Portrait of Heroes в 4 томах издавалось в журнале Monthly Comic Ryu с 2007 по 2013 год. Также в 1986 году Митихара иллюстрировала Legend of the Galactic Heroes: Golden Wings, переизданную в 1995 году.
Новая адаптация Рю Фудзисаки стартовала в 2015 году в журнале Weekly Young Jump, но в 2020 году перешла в Ultra Jump. К 2025 году выпущено 32 тома.

## Музыка
Начальные композиции
- Monday Michiru (Митиру Акиёси) — «Skies of Love» (1 сезон)
- Monday Michiru (Митиру Акиёси) — «I Am Waiting For You» (2 сезон)
- Lisa (Элизабет Сакура Нарита) — «Sea of the Stars» (3 сезон)
- Хитоми Конно — «Must Be Something» (4 сезон)

Завершающие композиции
- Кэй Огура — «Hikari no Hashi wo Koete» (1 сезон)
- Кэй Огура — «Tabidachi no Jokyoku» (2 сезон)
- Кэй Огура — «Kansou no Uta» (3 сезон)[43]
- Кэй Огура — «Uchuu no Kakehashi» (4 сезон)

Помимо этого, основным саундтреком Legend of the Galactic Heroes являются произведения классической музыки таких известных композиторов, как Чайковский, Шуберт, Шостакович, Брукнер, Брамс и других.
Наиболее полное собрание музыкальных сочинений было выпущено King Records в двух частях: «Сторона Галактического Рейха» (10 октября 2007, 12 CD) и «Сторона Союза Свободных планет» (24 октября 2007, 10 CD).
Музыку к сериалу 2018 года написали Син Хасимото и Ясухиса Иноуэ.
Начальные композиции
- Хироюки Савано — «Binary Star»[48][49]
- Хироюки Савано — «Cry»[50][51]

Завершающие композиции
- Elisa — «Wish»[52][53]
- Elisa — «Hikari no Hoshi»[54][55][56]

В фильме 2022 года звучат песни «Dust» и «Melt» в исполнении SennaRin.

## Выпуск на видео
Legend of the Galactic Heroes (сериал и фильмы) выходил на VHS и LaserDisc на протяжении 1988—1997 годов. В 2003—2004 годах появились 28 DVD в формате 1,33:1 (4:3) и со звуком Dolby Digital 2.0 и PCM от Tokuma Shoten и Happinet Pictures, диски продавались по отдельности, либо в 4 коробках общей продолжительностью 4320 минут. 21 декабря 2007 года, к 20-летию начала выпуска, в продажу поступило «Легендарное издание» в алюминиевом корпусе весом 8,5 кг и стоимостью  250 тыс. иен, также распространялись серебряные монеты Рейха и Союза (20 марок и 10 динаров с клеймом), жетон «Легенда о героях Галактики» с серийным номером, две книги: полное руководство сюжета 162 серий и 3 фильмов, специальный путеводитель. На диск, посвящённый юбилею производства, вошли интервью с Ёсики Танакой, сэйю Рё Хорикавой, Масаси Хиронакой, Ходзуми Годой, Нодзому Сасаки, Норио Вакамото, Кацудзи Мори, Кадзухико Иноуэ и Тосио Фурукавой, мероприятие для поклонников 8 октября 2007 года. В 2009—2010 годах издавались 33 Blu-ray в 4 синих коробках, в соотношении 1,33:1 (1080i) и со звуком LPCM 2.0 и DTS-HD Master Audio 5.1.
С 2017 года трансляцию оригинальных OVA и фильмов осуществляет потоковый сервис HIDIVE. В 2018 году 162 серии и 3 фильма (4430 минут) были выпущены на 26 Blu-ray ограниченным тиражом в 1000 копий американской компанией Sentai Filmworks, с приложением 200-страничной книги, двух монет и 3D лентикулярных карточек. Комплект стоил около 800 долларов и в 2021 году разошёлся среди покупателей. Что касается качества видео, хотя оно определённо выше, чем на DVD, но не так хорошо, как могло быть. Отчасти это связано с тем, что сериал выходил почти 10 лет и были сняты кадры, которые ухудшили изображение — в целом не лучший пример того, что может предложить аниме на Blu-ray. Зато выигрывают обновлённые субтитры по сравнению с фанатскими переводами, созданными много лет назад.
В 2022 году объявлено, что на 40-летие публикации романа фильмы «Мне покорится море звёзд» и «Увертюра к новой войне» выпускаются в формате 4K для показа в кинотеатрах, с юбилеем поздравили Ёсики Танака и актёры озвучивания.
Legend of the Galactic Heroes: Die Neue These издавался Shochiku в 2018—2020 годах на 6 DVD и Blu-ray, третий диск занял 6 место в чарте Oricon. В США лицензию приобрела Funimation, видео уже шло в 1,78:1 (16:9), а звук в Dolby TrueHD 2.0 и 5.1. В Германии выпуском занимается Leonine Distribution. К 2023 году вышло 12 Blu-ray по 4 серии на каждом.
Сценические постановки регулярно выходили на DVD.

## Компьютерные игры
Игры серии выходили на различных платформах, издателями были Bandai Namco Entertainment, Bothtec, DMM и Tokuma Shoten, перечислены основные выпуски:
- Legend of the Galactic Heroes (PC-8801, PC-9801, X68000, MSX 2) 1989
- Legend of the Galactic Heroes II (PC-9801, X68000, MSX 2) 1990
- Legend of the Galactic Heroes III (PC-9801, X68000) 1992
- Legend of the Galactic Heroes IV (PC-9801) 1994
- Legend of the Galactic Heroes V (Windows 95) 1998
- Legend of the Galactic Heroes VI (Windows 95/98) 2000
- Legend of the Galactic Heroes VII (Windows 2000/XP) 2004
- Legend of the Galactic Heroes (Windows XP/Vista) 2008[81][82]
- Legend of the Galactic Heroes Tactics (браузерная RPG) 2016—2017[83][84]
- Legend of the Galactic Heroes: Rondo of War (браузерная RPG) 2023[85]
- Legend of the Galactic Heroes: Die Neue Saga (iOS, Android) 2024[86]

Кроме того, иногда появлялись коллаборации, например, в 2020 году с Dynasty Warriors 9, а также с Sangokushi 14 (Romance of the Three Kingdoms XIV)  на Windows, PlayStation 4 и Nintendo Switch, в 2021 году с World of Warships, куда на время добавлялись персонажи и костюмы Legend of the Galactic Heroes: The New Thesis. В 2026 году компания D4 Enterprise выпустит сборник Legend of the Galactic Heroes Ultimate Collection для Windows, где присутствуют первая—пятая части серии (1989—1998).